# Thunder on the Hill
Thunder on the Hill (bra: Agonia de uma Vida; prt: E... Deus Não Dorme) é um filme noir estadunidense de 1951, dos gêneros mistério e drama criminal, dirigido por Douglas Sirk, e estrelado por Claudette Colbert e Ann Blyth. O roteiro de Oscar Saul e Andrew P. Solt foi baseado na peça teatral "Bonaventure" (1949), de Charlotte Hastings.
A trama retrata a história de uma freira inglesa que tenta, durante uma enchente, absolver uma jovem condenada por assassinato.

## Sinopse
Valerie Carns (Ann Blyth), uma mulher condenada por assassinar seu irmão envenenado, está sendo transportada para Norwich para ser executada quando uma barragem rompe, resultando em uma enchente que a deixa presa, junto com os guardas que a transportavam, em um hospital conventual. A enfermeira Irmã Mary Bonaventure (Claudette Colbert), encarregada da enfermaria do local, fica convencida que Valerie é inocente e foi julgada injustamente, o que a faz começar uma busca incessante pelo verdadeiro culpado.

## Elenco

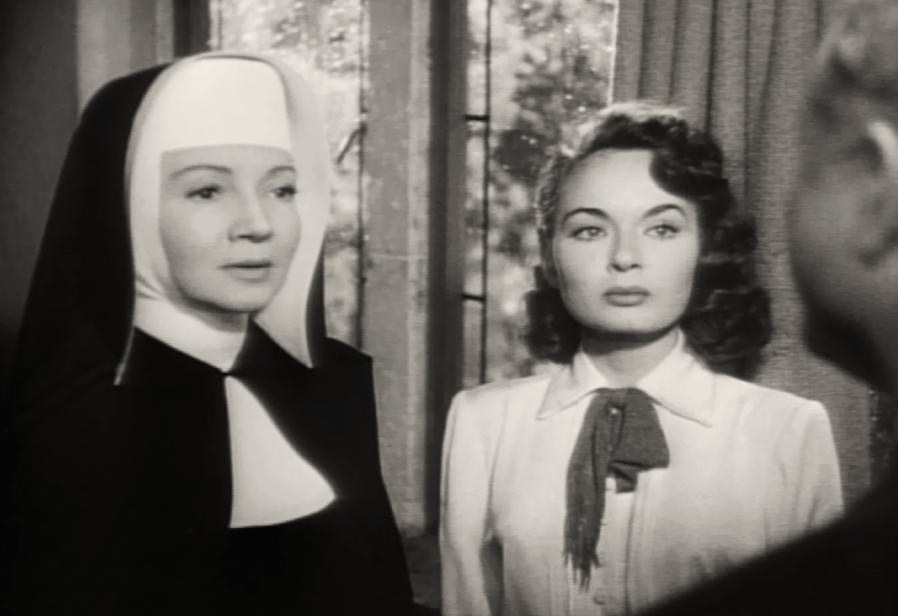
Claudette Colbert e Ann Blyth em cena do filme.

- Claudette Colbert como Enfermeira Irmã Mary Bonaventure
- Ann Blyth como Valerie Carns
- Robert Douglas como Dr. Jeffreys
- Anne Crawford como Isabel Jeffreys
- Philip Friend como Sidney Kingham
- Gladys Cooper como Madre Superiora
- Michael Pate como Willie
- John Abbott como Abel Harmer
- Connie Gilchrist como Irmã Josephine
- Gavin Muir como Melling
- Phyllis Stanley como Enfermeira Phillips
- Norma Varden como Pierce
- Valerie Cardew como Enfermeira Colby
- Queenie Leonard como Sra. Smithson
- Patrick O'Moore como Sr. Smithson

## Produção
Os títulos de produção do filme foram "Written on the Wind" e "Bonaventure". A produção originalmente seria baseada em um escândalo de 1932, no qual a cantora e socialite Libby Holman tornou-se suspeita de ter assassinado seu marido milionário, Zachary Smith Reynolds. Em fevereiro de 1947, a história foi alterada significativamente "para evitar qualquer possibilidade de problemas legais" com a família Reynolds.
O filme foi anunciado pela primeira vez como um projeto da Universal-International Pictures em agosto de 1947. Robert Siodmak estava designado a dirigir e Joseph Sistrom a produzir. Na época, Joan Fontaine e Burt Lancaster estavam escalados nos papéis principais. A produção do filme foi adiada para permitir que Lancaster filmasse "All My Sons", enquanto Fontaine estava ocupada terminando as filmagens de "Carta de uma Desconhecida", seu primeiro filme pela Rampart Productions, empresa cinematográfica que ela dividia com seu marido, William Dozier. O lançamento do filme foi adiado mais uma vez, desta vez para o outono de 1948, para acomodar as filmagens de "Kiss the Blood Off My Hands", estrelado por Fontaine e Lancaster. Este seria seguido imediatamente pelo segundo filme da Rampart Productions, intitulado "You Gotta Stay Happy", dessa vez estrelado por Fontaine e James Stewart. Devido ao anúncio da gravidez de Fontaine durante as filmagens de "Kiss the Blood Off My Hands", a produção de "Thunder on the Hill" foi adiada mais uma vez, desta vez para janeiro de 1949. Nesse ponto, toda a equipe de produção e seus protagonistas já haviam sido substituídos.

## Adaptações para a rádio
Em 24 de setembro de 1951, uma cena do filme foi reproduzida no programa "Movie Time, U.S.A.", do Lux Radio Theatre, com Colbert e Blyth reprisando seus papéis. Em 9 de novembro de 1953, Claudette Colbert reprisou seu papel novamente em uma transmissão do Lux Radio Theatre, dessa vez coestrelada por Barbara Rush. Em 26 de maio de 1955, Phyllis Thaxter e Beverly Garland estrelaram uma versão da história no Lux Video Theatre.

## Mídia doméstica
Na América do Norte, a Kino Lorber lançou o filme em Blu-ray como parte da box set "Film Noir: The Dark Side of Cinema II", que incluiu "The Price of Fear" (1956) e "The Female Animal" (1958).